# Dongnu de Dahua
Le dongnu de Dahua (ou tongnu, autonyme, tuŋ1no2) est une langue hmong-mien parlée en Chine, par des Hmongs.

## Localisation géographique
Le dongnu est parlé par les Bunu présents au Guangxi, dans le xian autonome yao de Dahua.

## Classification interne
Le dongnu de Dahua appartient au sous-groupe bunu des langues hmonguiques de la famille des langues hmong-mien. En Chine les locuteurs de langue dongnu, comme l'ensemble de ceux qui sont connus sous le nom de Bunu, font partie de la nationalité yao.

## Phonologie
Les tableaux présentent les phonèmes vocaliques et consonantiques du dongnu parlé dans le village de Nongjing (弄京村), dans le canton de Qibainong (七百弄乡), dans la juridiction du xian de Dahua.

### Voyelles
|         | Antérieure  | Centrale | Postérieure |
| ------- | ----------- | -------- | ----------- |
| Fermée  | i [i]       | ɯ [ɯ]    | u [u]       |
| Moyenne | e [e]       | ə [ə]    | o [o]       |
| Ouverte | ɛ [ɛ] a [a] |          | ɔ [ɔ]       |

### Diphtongues et rimes
Les diphtongues du dongnu de Dahua sont: ei [ei], ai [ai], ɔi [ɔi], au [au], eu [eu], iu [iu], ou [ou].

### Consonnes initiales
|            |             | Bilabiales  | Dentales    | Alvéolaires | Alvéolaires | Rétrofl.  | Alv.-pal.   | Dorsales | Dorsales    | Glottales |
| ---------- | ----------- | ----------- | ----------- | ----------- | ----------- | --------- | ----------- | -------- | ----------- | --------- |
| Centrales  | Latérales   | Bilabiales  | Dentales    | Palatales   | Vélaires    | Rétrofl.  | Alv.-pal.   |          |             | Glottales |
| Occlusives | Sourde      | p [p]       |             | t [t]       |             | ʈ [ʈ ]    |             |          | k [k]       |           |
| Occlusives | Aspirées    | ph [pʰ]     |             | th [tʰ]     |             | ʈh [ʈʰ]   |             |          | kh [kʰ]     |           |
| Occlusives | Asp. palat. | phj [pʰʲ]   |             |             |             |           |             |          | khj [kʰʲ]   |           |
| Occlusives | Palatales   | pj [pʲ]     |             | tj [tʲ]     |             |           |             |          | kj [kʲ]     |           |
| Occlusives |             | mp [m͡p]     |             | nt [n͡t]     |             | ɳʈ [ɳ͡ʈ ]  |             |          | ŋk [ŋ͡k]     |           |
| Occlusives | Aspirées    | mph [m͡pʰ]   |             | nth [n͡tʰ]   |             | ɳʈh [ɳ͡ʈʰ] |             |          | ŋkh [ŋ͡kʰ]   |           |
| Occlusives | Palatales   | mpj [m͡pʲ]   |             |             |             |           |             |          | ŋkj [ŋ͡kʲ]   |           |
| Occlusives | Asp. palat. | mphj [m͡pʰʲ] |             |             |             |           |             |          |             |           |
| Occlusives | Labiales    |             |             |             |             |           |             |          | kw [kʷ]     |           |
| Occlusives | Lab. asp.   |             |             |             |             |           |             |          | khw [kʰʷ]   |           |
| Occlusives | Labiales    |             |             |             |             |           |             |          | ŋkw [ŋ͡kʷ]   |           |
| Occlusives | Aspirées    |             |             |             |             |           |             |          | ŋkhw [ŋ͡kʰʷ] |           |
| Fricatives | sourdes     | f [f]       | θ [θ]       | s [s]       | ɬ [ɬ]       | ʂ [ʂ]     | ɕ [ɕ]       |          |             | h [h]     |
| Fricatives | Aspirées    |             | θh [θʰ]     | sh [sʰ]     |             |           |             |          |             |           |
| Fricatives | Sonore      | v [v]       |             |             |             | ʐ [ʐ]     | ʑ [ʑ]       |          | ɣ [ɣ]       | ɦ [ɦ]     |
| Affriquées | Sourdes     |             |             |             | tɬ [t͡ɬ]     |           | tɕ [t͡ɕ]     |          |             |           |
| Affriquées | Aspirées    |             | tθh [t͡θʰ]   |             | tɬh [t͡ɬʰ]   |           | tɕh [t͡ɕʰ]   |          |             |           |
| Affriquées | Prénasal.   |             | ntθ [n͡t͡θ]   | nts [n͡t͡s]   | ntɬ [n͡t͡ɬ]   |           | ntɕ [n͡t͡ɕ]   |          |             |           |
| Affriquées |             |             | ntθh [n͡tθʰ] | ntsh [n͡tsʰ] | ntɬh [n͡tɬʰ] |           | ntɕh [n͡t͡ɕʰ] |          |             |           |
| Liquides   | Liquides    |             |             |             | l [l]       |           |             |          |             |           |
| Nasales    | Sonores     | m [m]       |             | n [n]       |             |           | ȵ [ȵ]       |          | ŋ [ŋ]       |           |
| Nasales    | Dévoisées   | m̥ [m̥]       |             | n̥ [n̥]       |             |           | ȵ̥ [ȵ̥]       |          | ŋ̥ [ŋ̥]       |           |
| Nasales    | Palatales   | mj [mʲ]     |             |             |             |           |             |          |             |           |
| Nasales    | Dévoisées   | m̥j [m̥ʲ]     |             |             |             |           |             |          |             |           |
| Nasales    | Labiales    |             |             |             |             |           |             |          | ŋw [ŋʷ]     |           |
| Nasales    | Dévoisées   |             |             |             |             |           |             |          | ŋ̥w [ŋ̥ʷ]     |           |

### Tons
Le dongnu est une langue à tons. Le parler de Dahua compte douze tons, dont huit tons principaux.
| Ton | Valeur | Exemple  | Transcription | Traduction               |
| --- | ------ | -------- | ------------- | ------------------------ |
| 1   | 33     | aŋ1      | angb          | eau                      |
| 2   | 13     | ɣai6     | vais          | peigne                   |
| 3   | 43     | θʰɯ3     | hswd          | transporter              |
| 4   | 232    | pe4      | beel          | main                     |
| 5   | 41     | he1suŋ5  | heeb zung     | ouvrir le feu, faire feu |
| 6   | 221    | he1ɦɔi6  | heeb hois     | tenir une réunion        |
| 7   | 32     | po3mpʰa7 | buod mpak     | femme                    |
| 8   | 21     | tɬo8pe4  | dluof beel    | commettre une maladresse |
| 1’  | 55     | ni1’tɔ6  | nib dos       | cadavre                  |
| 2’  | 35     | ŋ́2’      | ngx           | particule interrogative  |
| 3’  | 54     | wɯ6tɔŋ3’ | wws dongd     | hiver                    |
| 4’  | 454    | pi8θi4’  | bif sil       | maudit                   |

## Écriture
Les parlers bunu sont considérés en Chine comme des dialectes d'une seule langue. Le dongnu dans sa forme parlée à Nongjing (弄京村), dans le xian de Dahua a été doté d'une écriture.

### Alphabet
Le bunu est doté d'une écriture latine du même type que celles utilisées pour d'autres langues minoritaires dans le pays, des langues hmong-mien, tels que le miao chuanqiandian ou tai-kadai, telles que le kam ou le sui. Ces systèmes n'ont pas recours aux diacritiques mais à des digraphes ou à des combinaisons de lettres complexes pour noter les phonèmes. L'alphabet bunu est :
| Caractère     | Caractère | Caractère | Caractère | Caractère | Caractère | Caractère | Caractère | Caractère | Caractère | Caractère | Caractère | Caractère | Caractère | Caractère | Caractère | Caractère | Caractère | Caractère | Caractère | Caractère | Caractère | Caractère | Caractère | Caractère | Caractère | Caractère | Caractère | Caractère | Caractère | Caractère | Caractère | Caractère | Caractère | Caractère | Caractère |
| ------------- | --------- | --------- | --------- | --------- | --------- | --------- | --------- | --------- | --------- | --------- | --------- | --------- | --------- | --------- | --------- | --------- | --------- | --------- | --------- | --------- | --------- | --------- | --------- | --------- | --------- | --------- | --------- | --------- | --------- | --------- | --------- | --------- | --------- | --------- | --------- |
| a             | b         | by        | c         | ch        | d         | dl        | e         | ee        | f         | g         | gw        | gy        | h         | hl        | hm        | hmy       | hn        | hng       | hngw      | hny       | hs        | i         | j         | k         | kw        | ky        | l         | m         | mb        | mby       | mc        | mch       | md        | mdl       | mg        |
| Prononciation |           |           |           |           |           |           |           |           |           |           |           |           |           |           |           |           |           |           |           |           |           |           |           |           |           |           |           |           |           |           |           |           |           |           |           |
| a             | p         | pʲ        | sʰ        | ʈʰ        | t         | tɬ        | ə         | e/ɛ       | f         | k         | kʷ        | kʲ        | h/ɦ       | ɬ         | m̥         | m̥ʲ        | n̥         | ŋ̥         | ŋ̥ʷ        | ɲ̥         | θʰ        | i         | tɕ        | kʰ        | kʷʰ       | kʲ        | l         | m         | mp        | mpʲ       | ntsʰ      | ɳʈʰ       | nt        | ntɬ       | ŋk        |
| Caractère     |           |           |           |           |           |           |           |           |           |           |           |           |           |           |           |           |           |           |           |           |           |           |           |           |           |           |           |           |           |           |           |           |           |           |           |
| mgw           | mgy       | mhs       | mj        | mk        | mkw       | mp        | mpy       | mq        | ms        | mt        | mtl       | mz        | mzh       | n         | ng        | ngw       | ny        | o         | p         | py        | q         | r         | s         | sh        | t         | tl        | u         | uo        | v         | w         | x         | y         | z         | zh        |           |
| Prononciation |           |           |           |           |           |           |           |           |           |           |           |           |           |           |           |           |           |           |           |           |           |           |           |           |           |           |           |           |           |           |           |           |           |           |           |
| ŋkʷ           | ŋkʲ       | ntθʰ      | ntɕ       | ŋkʰ       | ŋkʷʰ      | mpʰ       | mpʰʲ      | ntɕʰ      | ntθ       | ntʰ       | ntɬʰ      | nts       | ɳʈ        | n         | ŋ         | ŋʷ        | ɲ         | ɔ         | pʰ        | pʰʲ       | tɕʰ       | ʐ         | θ         | ʂ         | tʰ        | tɬʰ       | u         | o         | ɣ         | w/ɯ       | ɕ         | ʑ         | s         | ʈ         |           |

### Tons
Les tons sont indiqués par une consonne écrite à la fin de la syllabe. Seuls les huit tons de base ont une lettre qui leur est propre.
| 1           | 2  | 3  | 4   | 5  | 6   | 7  | 8  |
| Valeur      |    |    |     |    |     |    |    |
| 33          | 13 | 43 | 232 | 41 | 221 | 32 | 21 |
| Orthographe |    |    |     |    |     |    |    |
| b           | x  | d  | l   | t  | s   | k  | f  |

### Sources
- (zh) Meng Chaoji, 1996, 汉瑶词典 (布努语) - Hàn-Yáo cídiǎn (bùnǔyǔ), Chengdu, Sìchuān mínzú chūbǎnshè  (ISBN 7-5409-1745-8)
- (zh) Meng Chaoji, 2001, 瑤族布努语方言研究 - Yáozú bùnǔyǔ fāngyán yánjiū, Pékin, Mínzú chūbǎnshè  (ISBN 7-105-04624-4)
- (fr) Barbara Niederer, 1998, Les langues Hmong-Mjen (Miáo-Yáo). Phonologie historique, Lincom Studies in Asian Linguistics 07, Munich, Lincom Europa  (ISBN 3 89586 211 8)